# アシュラフ
アシュラフ（Ashraf、? - 1355年）は、チョバン朝の最初で最後の君主（在位：1343年 - 1355年）。イルハン朝で権勢をふるったシャイフ・ハサン（小ハサン）の弟。マリク・アシュラフ・チョバーニー（Malik Ashraf Chobanī）とも表記される。

## 生涯
チョバンの子ティムール・タシュの次男として生まれる。
1338年、兄のシャイフ・ハサン（小ハサン）がサティ・ベク・ハンを擁立した時、アシュラフはルームの一部を領有した。
1343年、小ハサンがその妻イゼット・マリクに殺されると、アシュラフと弟のヤギ・バスティはスライマーン・ハンにタブリーズに来るよう呼ばれた。時に小ハサンによってルームのカラ・ヒサル城堡に投獄されていたソルカンはそこの守将を殺して脱獄し、アシュラフとヤギ・バスティに合流してスライマーン・ハンを打倒した。スライマーン・ハンはディヤールバクルに退却した。まもなく、ソルカンとヤギ・バスティはアシュラフと不和になり、マームーリーヤ付近で交戦したが敗れて逃走した。アシュラフはアヌシルワーンという王侯を即位させたが、ハンではなくアーディル（公正）という称号をとった。
ソルカンとヤギ・バスティは講和を求めたが、得ることができなかった。ソルカンはディヤールバクルに逃れて大ハサンの子イルカンに厚遇されたが、まもなくイルカンに殺された。ヤギ・バスティはアシュラフのもとに赴くことにしたが、アシュラフによって殺された。アシュラフは小ハサンの支配地域を領有し、アヌシルワーンを廃して自らハンとなった。
1347年、アシュラフは進軍してイールカーニー派のタージュ・ウッディーン・ハサン・ブズルグ（大ハサン）をバグダードで包囲した。アシュラフはしばらくして包囲を解き、タブリーズに帰った。その後アシュラフはシルワーン州を掠奪したため、シルワーン王のカーウースは力が弱くて抵抗できず籠城した。
1349年、アシュラフはイスファハーンに進軍し、50日間攻撃したのち、アヌシルワーン・アーディルの名を公衆祈祷のなかと貨幣の上に列ねることを条件として退却することに同意した。
アシュラフは貪欲で残忍な暴君であり、常に富裕な人々を殺してその財産を奪い、部下の官吏が金持ちになるとこれを殺した。これによりアシュラフは莫大な財産を集めた。アシュラフは自分の命の危険を恐れて予防の手段を厳重にした。アシュラフのために多くの貴人は亡命を余儀なくされた。これらの移住者の中にバルザー生まれのカーディー・ムヒー・ウッディーンなる者があり、彼はジョチ・ウルスの首都サライに赴くと、ジャニベク・ハンにアシュラフの臣下にのしかかっている抑圧について雄弁した。この訴えに感銘を受けたジャニベク・ハンはアシュラフ討伐を決意した。
1355年、ジャニベク・ハンはアゼルバイジャンに侵攻し、アシュラフを捕らえ、サライに連行しようとしたが、シルワーン王カーウースらによって処刑を懇願されたので、その場で処刑した。アシュラフの首はタブリーズのモスクの門に懸けられた。ジャニベク・ハンはアシュラフの子女ティムール・タシュとスルターン・バフトを連れて帰国し、息子のベルディ・ベクをアゼルバイジャンに残した。